# Champoléon
Champoléon – miejscowość i gmina we Francji, w regionie Prowansja-Alpy-Lazurowe Wybrzeże, w departamencie Alpy Wysokie.

## Demografia
Według danych na rok 1990 gminę zamieszkiwały 102 osoby, a gęstość zaludnienia wynosiła ~1 osób/km². W styczniu 2015 r. Champoléon zamieszkiwało 139 osób, przy gęstości zaludnienia wynoszącej 1,4 osób/km².